# Calliaspis nimbata
Calliaspis nimbata es un coleóptero de la familia Chrysomelidae.
Fue descrita científicamente por primera vez en 1834 por Perty.